# Nollywood
Nollywood es la industria de cine de Nigeria y es la primera más grande en el mundo, detrás de Bollywood y Hollywood. Las películas nigerianas son el vínculo entre las comunidades nigerianas extranjeras y su tierra natal. El resultado de este fenómeno, que apenas tiene una década, ha significado la creación anual de más de 600 películas colocando a Nigeria entre las naciones que más cantidad de películas producen en todo el mundo, con más de 7000 títulos en 13 años.
Los inicios se produjeron cuando los productores, en su origen vendedores de aparatos electrónicos, empezaron a hacer películas para ofrecerlas como extra a la mercancía. Realizaban todo el proceso: dinero, historia, contrataban y dirigían a los actores, filmaban y luego la empaquetaban y la vendían ellos mismos. Según el Censo Nacional de Películas, un órgano del Gobierno nigeriano, se habla actualmente de una media de 1200 películas anuales, moviendo un presupuesto total de unos 20 millones de euros. Según Afolabi Adesanya, realizador y director general de la Corporación de Cine Nigeriano, el éxito radica en la falta de presupuesto, que provoca que las películas carezcan de efectos especiales y trabajo de producción: "Es el nuevo socialrealismo africano". El Censo Nacional de Películas, organismo del gobierno nigeriano encargado de controlar el fenómeno, provoca una férrea disciplina, según Pierre Barrot “Una cinta con la palabra prostituta en el guion significa inmediatamente que no está autorizada para menores de 18 años”.[cita requerida]

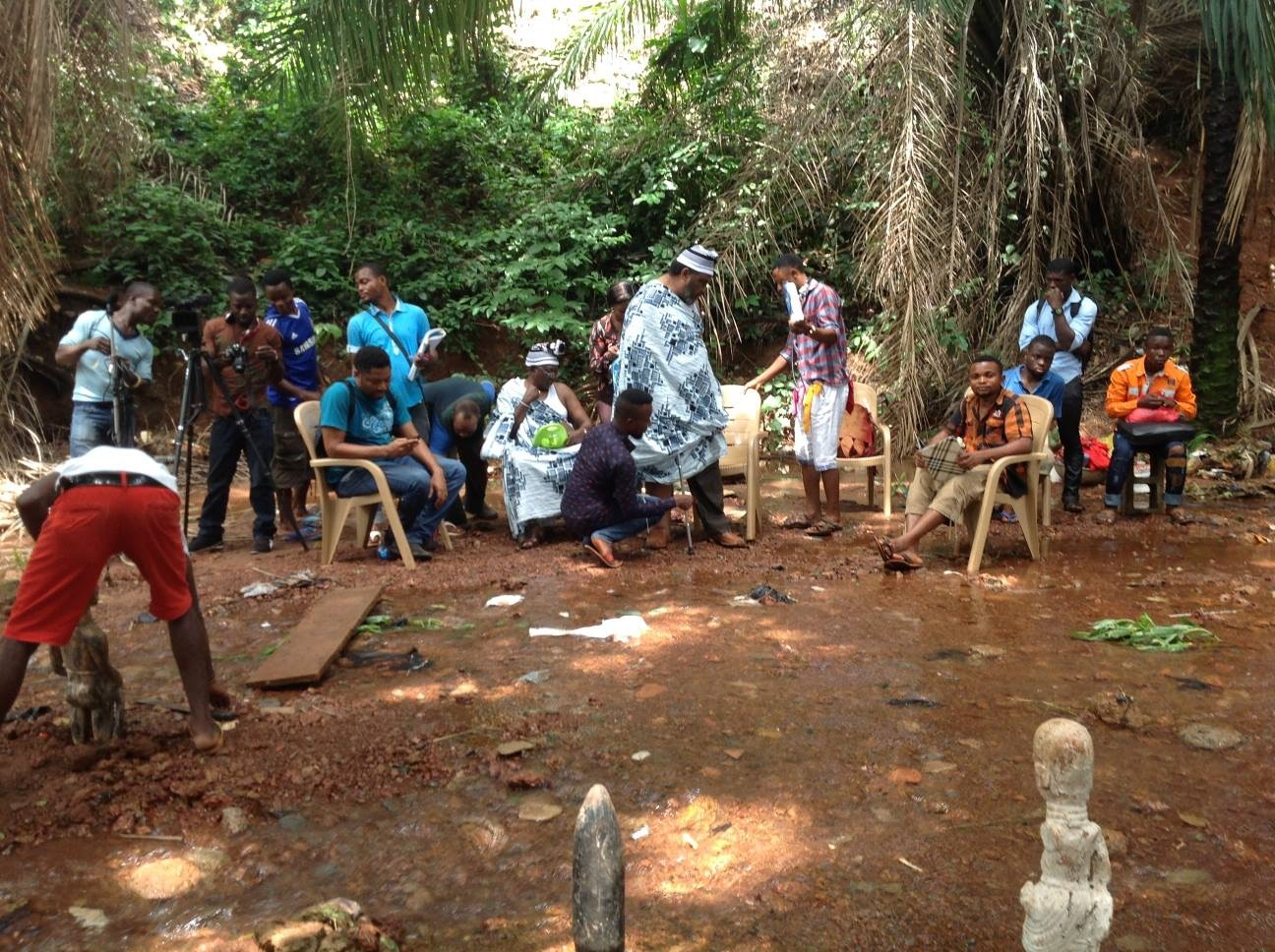
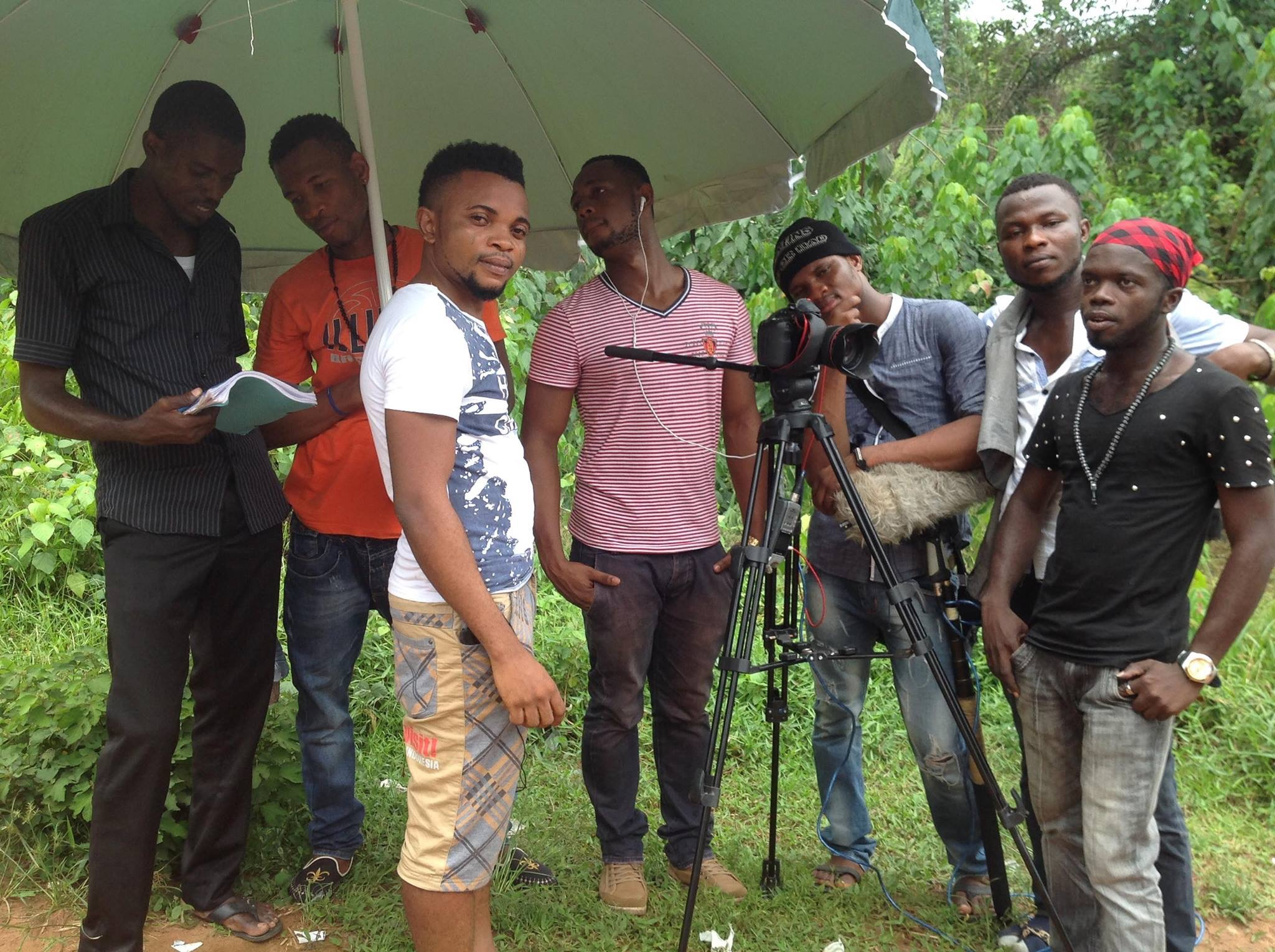
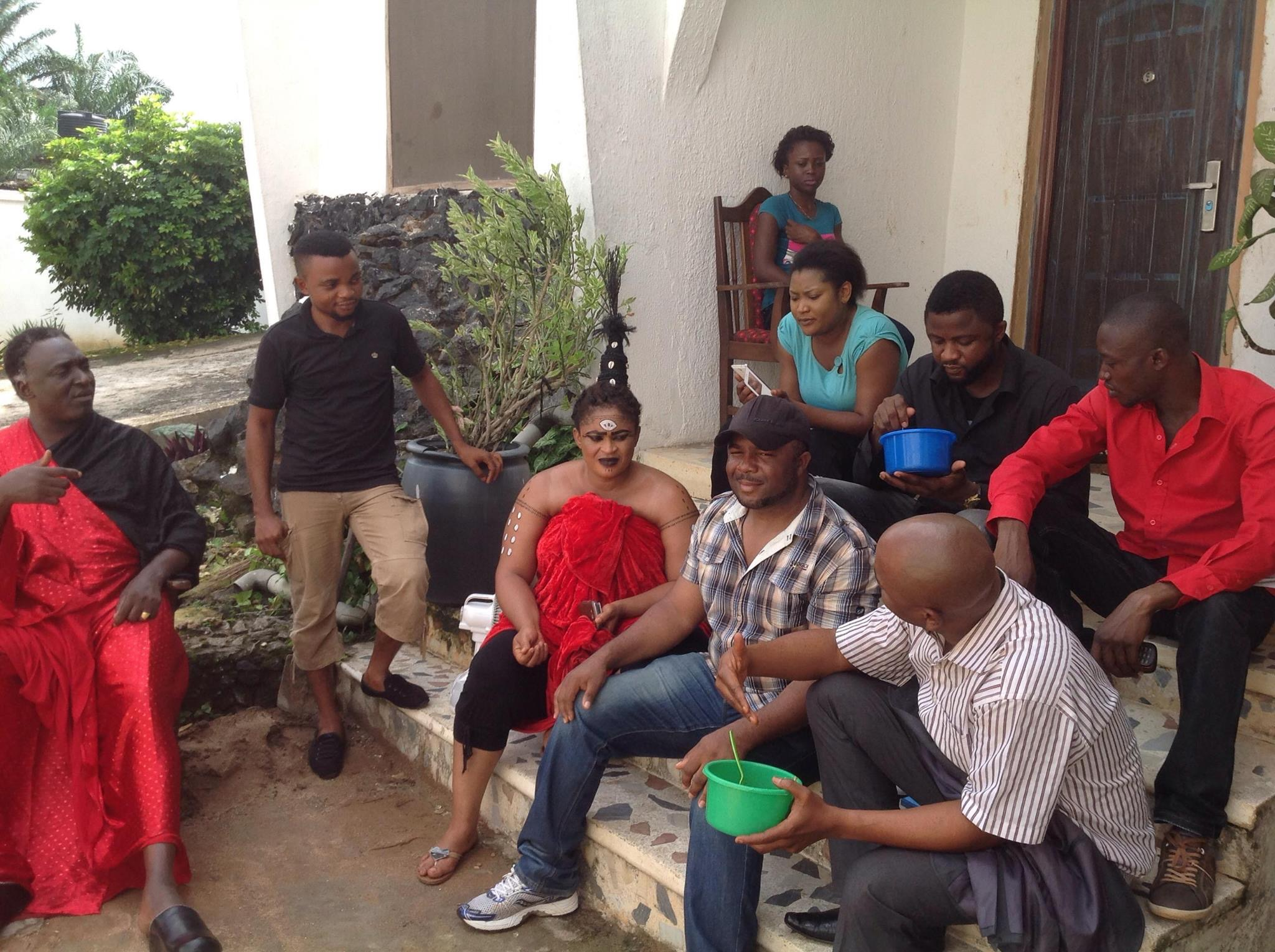
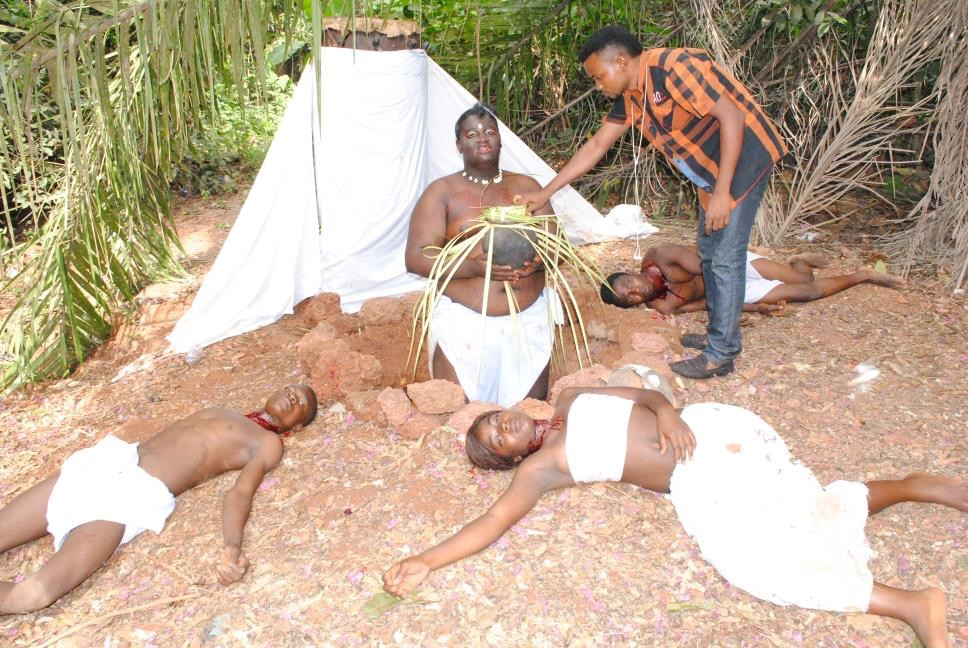

## Intérpretes destacados
- Genevieve Nnaji
- Hassanat Akinwande
- Regina Askia
- Liz Benson
- Ini Edo
- Rita Dominic
- Omotola Jalade Ekeinde
- Kolade Segun-Okeowo
- Desmond Elliot
- Queen Nwokoye
- Joke Silva
- Eniola Ajao
- Olu Jacobs
- Daniella Okeke
- Seun Jonathan
- Dakore Akande
- Okawa Shaznay
- Kate Henshaw
- Iretiola Doyle
- Jim Iyke
- Chioma Chukwuka
- Funke Akindele
- Richard Mofe Damijo
- Chioma Chukwuka
- Stella Damasus
- Paul-Esupofo Oriade
- Tunde Aladese
- Nse Ikpe-Etim
- Osita Iheme
- Pete Edochie
- Monalisa Chinda
- Chinedu Ikedieze
- Clarion Chukwura
- Kanayo O. Kanayo
- Baba Suwe
- Yemi Adeyemi
- Omoni Oboli
- Oby Kechere
- Jide Kosoko
- Ramsey Nouah
- Idiat Shobande
- Oge Okoye
- Zack Orji
- Nkem Owoh
- Bimbo Akintola
- Dolly Unachukwu
- Femi Otta
- Tope Oshin